# Convent de la Mercè de Montblanc
El convent de la Mercè de Montblanc és un edifici de Montblanc (Conca de Barberà), situat a l'esquerra del riu Francolí. És una obra protegida com a bé cultural d'interès local.

## Descripció
L'església té una sola nau i conserva un teginat, actualment cobert amb volta de guix. La portalada de la façana, de mig punt i amb pestanya, i una finestra circular són els únics punts d'interès de l'exterior de l'edifici. Són de remarcar a les parets els escuts d'algunes de les famílies benefactores. Les successives modificacions fa que no conservi gairebé res de l'original.

## Història
El 1288 Alfons II confirmà la donació del lloc a favor de l'orde de Santa Eulàlia de la Misericòrdia dels Captius. En el s. XIV van formar una sola comunitat amb l'orde de Santa Maria dels Prats (Guillem Bo apareix com a comanador dels dos convents). Actualment l'església és d'unes escoles. La imatge de Santa Maria del Miracle, titular de l'església mercedària, era objecte de gran devoció a la vila. El convent va sofrir diverses exclaustracions. Després de la Desamortització de 1835 va passar al municipi i es va dedicar a l'ensenyament.

## Biografia
- Badia i Batalla, Francesc. Guia turística de Montblanc. 2ª ed. Montblanc: Impremta Requesens, 1995.
- Porta i Balanyà, Josep Maria. Montblanc. Valls: Cossetània edicions, 2000.